# Thornton (Buckinghamshire)
Pour les articles homonymes, voir Thornton.
Thornton est une paroisse civile et un village du Buckinghamshire, en Angleterre.